# Celene Araújo
Celene Araújo (Minas Gerais, 1954) es una periodista brasileña. Formada en Comunicación Social, se especializó en relaciones públicas en radio y en TV por la Fundación Cásper Líbero, y también un postgrado por la Escuela de Comunicaciones y Artes de la Universidad de São Paulo (acrónimo en portugués: ECA-USP), y luego una maestría en programación neurolingüística dirigida a Media Training por la Universidad de California, Estados Unidos.
En las décadas del 70, 80 y 90, la periodista pasó por las principales redes de la televisión brasileña: Rede Globo, Record, Rede  Manchete, en las que trabajó en varios programas y telediarios. En 1990, decidió actuar como conferencista y consultora, principalmente en la capacitación de la gerencia de medios de comunicación, manejo de crisis, comunicaciones corporativas y marketing interno, y también tuvo una destacada actuación en la prensa escrita.

## Carrera profesional

### Televisión
La periodista pasó casi dos décadas en Rede Globo, donde presentaba telediarios y cubría eventos como reportera, además de efectuar ediciones de textos, imágenes, locuciones, en los siguientes programas: Bom Dia SP, SP TV, Jornal Hoje, Globinho, Jornal Nacional, TV Mulher. A partir de ahí, decidió ir con el director del equipo Nilton Travesso para la Rede Manchete, donde trabajó durante cuatro años y presentaba Mulher 87, bajo la dirección de Nilton Travesso, y también en los telediarios de la emisora. En la Rede Record actuó dos años como presentadora y editora del Jornal da Record. Luego de su salida de Record, la periodista decidió ingresar en la TV de la Asamblea Legislativa de São Paulo, también como presentadora, editora de textos, además de mediadora en los debates sobre temas votados por la comunidad, en TV Alesp.

### Actuación en la radiofonía
Es reconocida como la primera DJ de América Latina y actuó nueve años en las siguientes emisoras de radio: Rádio Cidade, Antena 1.